# José Manuel Miñones
José Manuel Miñones Conde est un homme politique espagnol né le 17 juillet 1972 à Saint-Jacques-de-Compostelle. Il est membre du Parti socialiste ouvrier espagnol (PSOE).
Il est nommé ministre de la Santé en mars 2023.

## Formation et profession
José Manuel Miñones est titulaire d'une licence et d'un doctorat, obtenu avec mention extraordinaire, en pharmacie de l'université de Saint-Jacques-de-Compostelle (USC). Entre 2005 et 2011, il réalise de la recherche au sein du programme régional « Parga Pondal ». Il exerce également comme professeur au département de physique et chimie de la faculté de pharmacie de l'USC.

## Vie politique

### Élu local
José Manuel Miñones s'installe dans les années 2000 à Ames, dans la province de La Corogne, plus précisément dans le lotissement d'Aldea Nova. Ce quartier connaissant des difficultés en terme d'aménagement urbain, il s'engage dans l'association de quartier, dont il devient vice-président.
À ce titre, il fait la rencontre de Carlos Fernández, maire socialiste d'Ames. Celui-ci l'inclut, comme candidat indépendant, sur la liste du Parti socialiste ouvrier espagnol pour les élections municipales de 2007. Il est désigné, en 2009, conseiller municipal délégué à l'Éducation. À la suite des élections municipales de 2011, la mairie bascule vers le Parti populaire (PP), et José Manuel Miñones devient le porte-parole du groupe des élus socialistes.
Après quatre ans d'opposition, les résultats des élections municipales de mai 2015 lui accordent 4 élus sur 21 et lui permettent de former une majorité de gauche au conseil municipal, avec Ames Novo, Contigo Pódese et le Bloc nationaliste galicien (BNG), afin d'être élu maire le 13 juin par 13 voix favorables. Il est réélu le 16 juin 2019, à la suite des élections municipales de mai, au cours desquelles il double la représentation socialiste, et avec le soutien du BNG et Podemos, Ames Novo faisant cette fois-ci le choix de l'abstention
Il a été membre de la commission de la Mobilité et de l'Accessibilité de la Fédération espagnole des communes et provinces (FEMP).

### Délégué du gouvernement
En mars 2021, le président du gouvernement Pedro Sánchez annonce que José Manuel Miñones est nommé délégué du gouvernement en Galice, en remplacement de Javier Losada. Soutien du président du gouvernement, il devient membre de la direction du Parti des socialistes de Galice (PSdG-PSOE) en octobre 2021 après la victoire de Valentín González Formoso.[réf. nécessaire]

### Ministre de la Santé
La nomination de José Manuel Miñones comme ministre de la Santé est annoncée par Pedro Sánchez le 27 mars 2023 afin que sa prédécesseure, Carolina Darias, puisse mener campagne lors des élections municipales du 28 mai à Las Palmas,,.